# Maison Hamzagić à Tutin
La maison Hamzagić à Tutin (en serbe cyrillique : Хамзагића кућа у Тутину ; en serbe latin : Hamzagića kuća u Tutinu) se trouve à Tutin, dans le district de Raška, en Serbie. Elle est inscrite sur la liste des monuments culturels protégés de la République de Serbie (identifiant no SK 524),.

## Présentation
La maison, située 16 rue Sulje Hamzagića, a été construite au milieu du XIXe siècle.